# Wallend Glacier
Der Wallend Glacier (von englisch wall für deutsch Wand, Mauer) ist ein Gletscher im Grahamland auf der Antarktischen Halbinsel. Er fließt vom Forbidden Plateau ostwärts zum Green-Gletscher.
Der Falkland Islands Dependencies Survey (FIDS) nahm 1955 Vermessungen vor. Das UK Antarctic Place-Names Committee benannte ihn 1957 so, weil er von drei Seiten durch Felswände des Forbidden Plateau eingefasst ist.